# بخش اسکوینتلا
بخش اسکوینتلا (به اسپانیایی: Departamento de Escuintla) یک منطقهٔ مسکونی در گواتمالا است که در گواتمالا واقع شده‌است. بخش اسکوینتلا ۴٬۳۸۴ کیلومتر مربع مساحت و ۷۳۳٬۱۸۱ نفر جمعیت دارد.